# Llengües de Ruanda
Aquest és un article sobre les llengües parlades a Ruanda. El kinyarwanda, l'anglès, el francès i el suahili són les llengües oficials de Ruanda.
Una enquesta sociolingüística realitzada en 1992 posava el francès al capdavant (94.5%) entre llengües estrangeres apreses com a prioritat, enfront del 66% per a l'anglès, el 57,5% per al suahili i el 15,4% per l'alemany.
El francès, així com el kinyarwanda, van ser les llengües oficials de Ruanda després de la presència belga a començaments del segle xx. El president Juvénal Habyarimana inicialment va suprimir l'ensenyament del francès a les escoles primàries però fou restablert després del genocidi dels tutsis pel govern d'unió nacional. Tanmateix, les tenses relacions entre el nou govern i França després del genocidi de 1994, el retorn de nombrosos tutsis que havien crescut a la Uganda anglòfona i l'alineament del país amb els Estats Units, impulsaren al govern a voler substituir el francès per l'anglès. Aquest darrer ha esdevingut llengua oficial en 2003 al costat del kinyarwanda et i del francès que ja ho eren. En 2010 l'anglès s'ha convertit en l'únic idioma de l'educació pública per substituir el francès i continua progressant en la població i l'administració.

## Cens de 2012
| Rang | Llengua                              | Percentatge |
| ---- | ------------------------------------ | ----------- |
| 1    | Kinyarwanda (total)                  | 67,7 %      |
| 2    | Anglès (total)                       | 14,7 %      |
| 3    | Francès (total)                      | 11,4 %      |
|      | Kinyarwanda només                    | 48,8 %      |
|      | Anglès només                         | 0,1 %       |
|      | Francès només                        | 0,1 %       |
|      | Kinyarwanda i anglès                 | 6,5 %       |
|      | Kinyarwanda i francès                | 3,1 %       |
|      | Anglès i francès                     | 0,1 %       |
|      | Kinyarwanda, anglès i francès        | 5,8 %       |
|      | Kinyarwanda i altra                  | 0,8 %       |
|      | Francès i altra                      | 0,1 %       |
|      | Kinyarwanda, francès i altra         | 0,6 %       |
|      | Anglès i altra                       | 0,2 %       |
|      | Kinyarwanda, anglès i altra          | 0,4 %       |
|      | Anglès, francès i altra              | 0,0 %       |
|      | Kinyarwanda, anglès, francès i altra | 1,6 %       |
|      | Altre                                | 0,1 %       |
|      | Analfabet                            | 29,4 %      |
|      | No declarada                         | 2,3 %       |
|      | Individus 15+                        | 6.187.890   |

## Cens de 2002
| Llengua                      | %        | Nombre    |
| ---------------------------- | -------- | --------- |
| Kinyarwanda                  | 99,38 %  | 7.914.211 |
| Kinyarwanda només            | 93,18 %  | 7.420.785 |
| Francès                      | 3,87 %   | 307.819   |
| Francès només                | 0,04 %   | 3.032     |
| Suahili                      | 2,97 %   | 236.624   |
| Swahili només                | 0,06 %   | 4.709     |
| Anglès                       | 1,95 %   | 155.624   |
| Anglès només                 | 0,06 %   | 4.930     |
| Altres llengües              | 0,97 %   | 77.051    |
| Altres llengües només        | 0,03%    | 2.342     |
| No informat                  | 0,31 %   | 24.946    |
| Mut                          | 0,01 %   | 838       |
| Total (sense dobles comptes) | 100,00 % | 7.963.809 |

### Kinyarwanda
El kinyarwanda és una de les tres llengües oficials de Rwanda i és la llengua principalment parlada per tota la població. El 2002 el kinyarwanda és la llengua més parlada del país: el 99,38% dels ruandesos el parlen El 2012, d'acord amb el IV Cens General de Població i Habitatge, el 67,7% de la població resident del país major de 15 anys és escolaritzada en kinyarwanda, fent-la de lluny la primera llengua d'alfabetització del país.

### Anglès
Des de 2003, l'anglès ha estat una de les tres llengües oficials de Ruanda i ha reemplaçat el 2010 al francès com a llengua d'escolarització. L'any 2002 l'anglès era el 4t idioma més parlat al país: l'1,95% dels ruandesos el parlaven En 2012, segons el IV Cens General de Població i Habitatge, el 14,7% de la població resident del país major 15 anys o més està alfabetitzada en anglès, la qual cosa la fa la segona llengua d'alfabetització del país després del kinyarwanda.

### Francès
El francès és un dels tres idiomes oficials de Ruanda. Fins a l'any 2010 va complir el paper de llengua d'escolarització abans de ser substituït per l'anglès. L'any 2002, el francès era la segona llengua més parlada al país després del kinyarwanda: el 3,87% dels ruandesos el parlen. El 2012,d'acord amb el IV Cens General de Població i Habitatge, l'11,4% de la població resident del país major de 15 anys és alfabetitzada en francès, el que la fa la tercera llengua d'alfabetització del país després del kinyarwanda i l'anglès.
En 2014, segons l'Organisation internationale de la francophonie (OIF), el 6 % dels ruandesos són francòfons. En desembre de 2014 els nous bitllets de franc ruandès només són emesos en anglès i kinyarwanda. El francès ha desaparegut.

## Kigali
Kigali, capital de Ruanda

### Cens de 2012
| Rang | Llengua                                 | Percentatge |
| ---- | --------------------------------------- | ----------- |
| 1    | Kinyarwanda (total)                     | 83,4 %      |
| 2    | Anglès (total)                          | 29,0 %      |
| 3    | Francès (total)                         | 26,7 %      |
|      | Kinyarwanda només                       | 45,4 %      |
|      | Anglès només                            | 0,2 %       |
|      | Francès només                           | 0,1 %       |
|      | Kinyarwanda i Anglès                    | 7,4 %       |
|      | Kinyarwanda i Francès                   | 5,2 %       |
|      | Anglès i Francès                        | 0,2 %       |
|      | Kinyarwanda i Anglès i Francès          | 12,7 %      |
|      | Kinyarwanda i un altre                  | 2,7 %       |
|      | Francès i un altre                      | 0,3 %       |
|      | Kinyarwanda, Francès i un altre         | 2,2 %       |
|      | Anglès i un altre                       | 0,6 %       |
|      | Kinyarwanda, anglès i un altre          | 1,9 %       |
|      | Anglès, francès i un altre              | 0,1 %       |
|      | Kinyarwanda, Anglès, Francès i un altre | 5,9 %       |
|      | Autre                                   | 0,2 %       |
|      | Analfabet                               | 11,7 %      |
|      | No declarat                             | 3,1 %       |

### Cens de 2002
| Llengua                      | %       |
| ---------------------------- | ------- |
| Kinyarwanda                  | 97,7 %  |
| Francès                      | 17,7 %  |
| Suahili                      | 16,0 %  |
| Anglès                       | 9,2 %   |
| Total (sense dobles comptes) | 100,0 % |